# Agarríos
Agarríos es un caserío español, actualmente despoblado, que forma parte de la parroquia de Cervás, del municipio de Ares, en la provincia de La Coruña.

## Demografía
| Gráfica de evolución demográfica de Agarríos entre 2000 y 2018 |
|                                                                |
| Datos según el nomenclátor publicado por el INE.               |